# Nobuhiro Takeda (ur. 1965)
Nobuhiro Takeda (jap. 武田 亘弘 Takeda Nobuhiro; ur. 22 marca 1965) – japoński piłkarz występujący na pozycji bramkarza.

## Kariera klubowa
Od 1987 do 1997 roku występował w klubach Honda FC i Cerezo Osaka.